# Đại học Công giáo Hoa Kỳ
Đại học Công giáo Hoa Kỳ (tiếng Anh: The Catholic University of America, viết tắt: CUA) là một trường đại học tư thục tọa lạc ở Washington, D.C., Hoa Kỳ. Đây là tổ chức giáo dục bậc đại học duy nhất do Hội đồng Giám mục Hoa Kỳ thành lập và điều hành, và là thành viên thuộc hệ thống đại học giáo hoàng của Giáo hội Công giáo Rôma. Được thành lập vào năm 1887 như là một trung tâm nghiên cứu và giáo dục sau đại học, từ ngày Lễ Phục Sinh năm 1904, Giáo hoàng Lêô XIII thiết lập nó trở thành cơ sở giáo dục bậc đại học. Khuôn viên của trường đại học này nằm trong khu phố Brookland, còn được mệnh danh là "Little Rome" (Roma Nhỏ),với hơn 60 cơ sở Công giáo.
Đại học này đã được hai giáo hoàng viếng thăm khi tại chức là Giáo hoàng Gioan Phaolô II viếng thăm vào ngày 7 tháng 10 năm 1979 và Giáo hoàng Biển Đức XVI viếng thăm ngày 16 tháng 4 năm 2008.